# Joan Enric de Fondevila

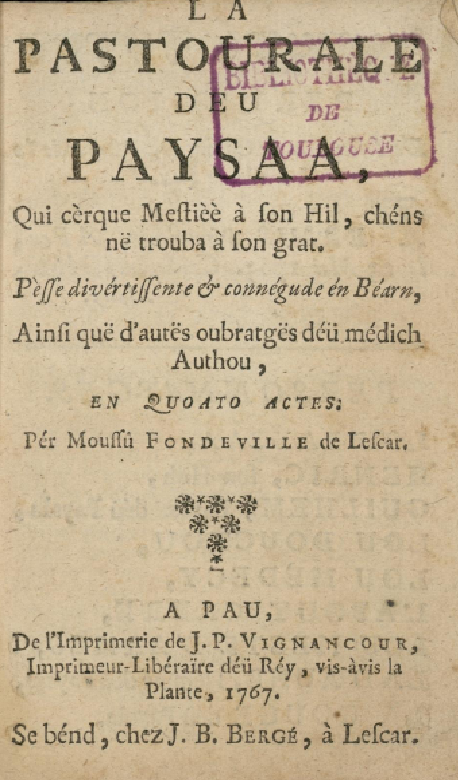
Edicó de 1767 de La Pastorala deu Paisan

Joan Enric de Fondevila —en francès Jean-Henri Fondeville— (Lescar, 1633 - 22 d'octubre de 1705) fou un escriptor bearnés de llengua occitana autor, sobretot, de la comèdia La pastorala deu paisan qui cèrca mestier a son hilh shens ne trobar a son grat i també de Calvinisme de Bearn divisat en seis eglògas (un llarg diàleg de tonalitat anticalvinista). Fondevila era el fill d'un pastor protestant que va apostatar perquè va rebre una pensió per a convertir-se al catolicisme

## Obres
- Fondevila, Joan Enric. La Pastourale deu paysaa, qui cèrque mestièè à son hil, chéns nè trouba à son grat. Pèsse divértissente et connégude én Béarn, ainsi què d'autès oubratgès déü médich authou, en quoato actes. Pau: Vignancour, 1767.
- Fondevila, Joan Enric. La pastourale deu paysaa qui cerque mestièe a soun hilh, chens ne trouba a soun grat, en quoate actes. Pau: Ribaut, 1885
- La pastorala deu paisan qui cèrca mestier a son hilh shens ne trobar a son grat. Ortès : Per Noste, 2001.
- La navèra pastorala bearnesa. Ortès : Per Noste, 2001.
- Calvinisme de Bearn divisat en siex ecloges. Pau : CEPB, 2002.

## Edicions en línia
- Edition de 1885 Sobre gallica.bnf
- Edition de 1767 Sobre gallica.bnf Arxivat 2017-06-30 a Wayback Machine.